# Fluxiderma
Genre
Fluxiderma est un genre de gastrotriches de la famille des Chaetonotidae.

## Liste des espèces
Selon World Register of Marine Species (13 juillet 2025) :
- Fluxiderma concinnum (Stokes, 1887)
- Fluxiderma montanum (Rudescu, 1967)
- Fluxiderma verrucosum (Roszczak, 1935)

## Systématique
Ce genre a été décrit en 1974 par d'Hondt (d).

### Publication originale
- Jean-Loup d'Hondt, « Clés tabulaires de détermination des genres marins de gastrotriches », Bulletin de la Société Zoologique de France, 1974, vol. 99, p. 645-665 [lire en ligne].